# Мшана (гміна, Городоцький повіт)
Ґміна Мшана (пол. Gmina Mszana) — колишня (1934—1939 рр.) сільська ґміна Грудецького повіту Львівського воєводства Польської республіки (1918—1939) рр. Центром ґміни було село Мшана.

1 серпня 1934 р. було створено ґміну Мшана у Грудецькому повіті. До неї увійшли сільські громади: Мальчице, Мшана, Повітно, Стронна, Суховоля і Залуже.

У 1939 році територія була зайнята СРСР і ґміна ввійшла до складу Львівської області.